# Джиро ди Тоскана — Мемориал Микелы Фанини
Джиро ди Тоскана — Мемориал Микелы Фанини (итал. Giro della Toscana Int. Femminile — Memorial Michela Fanini) — шоссейная многодневная велогонка, проходящая по территории Италии с 1995 года.

## История
Гонка была создана в 1995 году в честь велогонщицы Микелы Фанини, погибшей в результате ДТП 26 октября 1994 года, её отцом Брунелло Фанини. В первый год было проведено две независимые однодневные гонки в рамках национального календаря.
Со следующего, 1996 года гонка становится многодневной и стала проводиться в рамках Женского мирового шоссейного календаря UCI. Маршрут состоял шести этапов или из пролога и пяти этапов. Помимо этого в один или два дня могло проводиться два полуэтапа. Финишировала гонка в Флоренции (регион Тоскана).
С 2011 года, учитывая близость гонки в календаре с чемпионатами мира, она получила в название добавление Premondiale с итал. — «Предварительный чемпионат мира». Поскольку обычно используется в качестве подготовки к чемпионатам мира, которые проводятся через неделю.
В 2013 году гонка закончилась протестом большинства гонщиц когда 63 из 112 гонщиков отказались стартовать на последнем четвёртом этапе гонки из соображений безопасности к которым организатор Брунелло Фанини отнёсся не серьезно. В частности из-за необходимости участвовать в гонке на открытой для автомобильного движения дороге без достаточной защиты полиции с точки зрения спортсменов. Кратко выслушав жалобы гонщиц на собрании перед четвёртым этапом, Брунелло Фанани сказал протестующим гонщицам и представителям команд «разойтись по домам». Среди протестующих были две лучшие гонщицы Италии Элиза Лонго Боргини и Джорджия Бронцини, а также лидер генеральной классификации после третьего этапа нидерландка Марианна Вос. В декабре 2013 года Федерация велоспорта Италии (FCI) прекратила дисциплинарное производство, инициированное Фанини в отношении трёх итальянских участников протеста, двукратной чемпионки мира Джорджия Бронцини, бывшей чемпионки Италии Ноэми Кантеле и представительницы ассоциации итальянских гонщиков Элиза Лонго Боргини. Фанини пригрозил, что гонка не будет проведена в случае забастовки. В результате с 2014 года продолжительность гонки была сокращена до пролога и двух этапов с финишем в Капаннори.
В 2020 году была отменена из-за пандемии COVID-19.
Гонка проводится в сентябре. Организатором выступает S.C. Michela Fanini Record Box, у которой также есть женская профессиональная велокоманда с таким же названием S.C. Michela Fanini.

## Призёры
| Год      | Победитель             | Второй                    | Третий                  |          |
| -------- | ---------------------- | ------------------------- | ----------------------- | -------- |
| 1995     | Имельда Кьяппа         | Роберта Бонаноми          | Грета Зокка             |          |
| 1995 (2) | Грета Зокка            | Фабиана Луперини          | Имельда Кьяппа          |          |
| 1996     | Барбара Хееб           | Диана Раст                | Лаура Чарамеда          |          |
| 1997     | Имельда Кьяппа         | Татьяна Стяжкина          | Симона Паренте          |          |
| 1998     | Валерия Каппеллотто    | Пиа Сандстедт             | Ленка Илавска           |          |
| 1999     | Эдита Пучинскайте      | Фабиана Луперини          | Лукия Пиццолотто        |          |
| 2000     | Зинаида Стагурская     | Симона Паренте            | Фабиана Луперини        |          |
| 2001     | Николь Брендли         | Зинаида Стагурская        | Раса Поликевичюте       |          |
| 2002     | Сюзанн Юнгског         | Зинаида Стагурская        | Николь Брендли          |          |
| 2003     | Сюзанн Юнгског         | Деде Барри                | Николь Брендли          |          |
| 2004     | Трикси Воррак          | Николь Кук                | Эдита Пучинскайте       |          |
| 2005     | Сюзанн Юнгског         | Светлана Бубненкова       | Мирьям Мельхерс         |          |
| 2006     | Светлана Бубненкова    | Марианна Вос              | Сюзанна де Гуде         |          |
| 2007     | Ноэми Кантеле          | Хантал Белтман            | Юдит Арндт              |          |
| 2008     | Юдит Арндт             | Трикси Воррак             | Марианна Вос            |          |
| 2009     | Диана Жилюте           | Луиза Таманини            | Шарлотта Беккер         |          |
| 2010     | Юдит Арндт             | Татьяна Антошина          | Ноэми Кантеле           |          |
| 2011     | Меган Гарнье           | Клаудия Хойслер           | Раса Лелейвите          |          |
| 2012     | Малгожата Ясинска      | Лорен Холл                | Роми Каспер             |          |
| 2013     | Клаудия Хойслер        | Татьяна Антошина          | Франческа Кауц          |          |
| 2014     | Шелли Олдс             | Малгожата Ясинска         | Эвелина Шибяк           |          |
| 2015     | Малгожата Ясинска      | Валентина Скандолара      | Аннемик ван Влётен      |          |
| 2016     | Эшли Молман            | Флавия Оливейра           | Анна Зита Мария Стрикер |          |
| 2017     | Эшли Молман            | Сесилие Уттруп Лудвиг     | Эвелина Шибяк           |          |
| 2018     | Сорайя Паладин         | Мария Джулия Конфалоньери | Татьяна Рябченко        |          |
| 2019     | Арленис Сьерра         | Сорайя Паладин            | Анастасия Чурсина       |          |
| 2020     | отменено               | отменено                  | отменено                | отменено |
| 2021     | Арленис Сьерра         | Раса Лелейвите            | Дебора Сильвестри       |          |
| 2022     | Агнешка Скальняк-Сойка | Доминика Влодарчик        | Ольга Шекель            |          |
| 2023     | Алессия Виджилиа       | Раса Лелейвите            | Анастасия Колесава      |          |
| 2024     | Марго Ванпахтенбеке    | Раса Лелейвите            | Ольга Кулинич           |          |
| 2025     |                        |                           |                         |          |